# Asparagus duchesnei
Asparagus duchesnei — вид рослин із родини холодкових (Asparagaceae).

## Біоморфологічна характеристика
В'юнка рослина; стебла дерев'янисті, тонкі, гнучкі, голі, з численними розлогими гілками, з великими вигнутими шипами.

## Середовище проживання
Ареал: Заїр.